# Pozsony vármegye
Pozsony vármegye (németül: Komitat Pressburg, latinul: Comitatus Posoniensis, szlovákul: Prešporská župa) közigazgatási egység volt a Magyar Királyság északi részében. Területének egy nagyon minimális része Magyarországhoz, legnagyobb része Szlovákia területéhez tartozik. Központja Pozsony volt.

## Földrajz
A vármegye területének nagy része síkság volt. Csak északnyugaton vonult végig a Kárpátok egyik csoportja, mely ketté osztotta a vármegye síkságát. A déli síkság a Kisalföld, míg az északi a Bécsi-medence területéhez tartozik. Fontos folyóvize a Duna, amely Pozsonynál a Kis-Duna és az Öreg Duna nevezetű ágakra oszlott szét, illetve a Morva és a Vág is említésre méltó.
Északról és keletről Nyitra vármegye, délről Moson, Győr és Komárom vármegyék, nyugatról pedig Alsó-Ausztria határolta.

## Történelem
A vármegye 1000 körül, vagy annál korábban alakulhatott meg, tehát a legöregebb vármegyék közé tartozott. Területe jelenleg a szlovákiai Pozsonyi kerület, illetve Nagyszombati kerület között van felosztva. Történelme során Pozsony igen fontos része volt a Magyar Királyságnak, a török hódoltságtól 1848-ig főváros, koronázási székhely is volt.
1920-ban a vármegye legnagyobb részét Csehszlovákia területéhez csatolták, csak néhány külterületi rész maradt Magyarország területén a Szigetközben.
1923-ban Magyarországon maradt területeit a szintén csonka Győr és Moson vármegyékkel összevonták, létrehozva Győr, Moson és Pozsony közigazgatásilag egyelőre egyesített vármegyét.
Az első bécsi döntés 1938-ban Magyarországnak ítélte a megye területének egy jelentős részét. E terület nagyobb, Szigetközbe eső darabját Komárom vármegyéhez csatolták. A Kis-Dunától északra fekvő részt azonban Nyitra vármegye szintén Magyarországhoz került darabjával összevonva megalakították Nyitra és Pozsony közigazgatásilag egyelőre egyesített vármegyét. Győr, Moson és Pozsony k.e.e. vármegye területe és neve nem változott.
Ugyanebben az évben Dévény és Pozsonyligetfalu Németország (ezen belül Reichsgau Niederdonau) része lett.
A második világháború után érvénytelenné váltak a bécsi döntések, az 1938-as határok visszaálltak. Győr, Moson és Pozsony k.e.e. vármegye 1945-ben végleg egyesült, neve Győr-Moson lett.
Az 1950-es megyerendezéskor Győr-Moson megye egyesült Sopron megyével, így jött létre Győr-Sopron megye, melynek neve 1990 óta Győr-Moson-Sopron megye.
Az északi, szlovákiai rész 1996 óta a Pozsonyi, a Nagyszombati és a Nyitrai kerületek része.

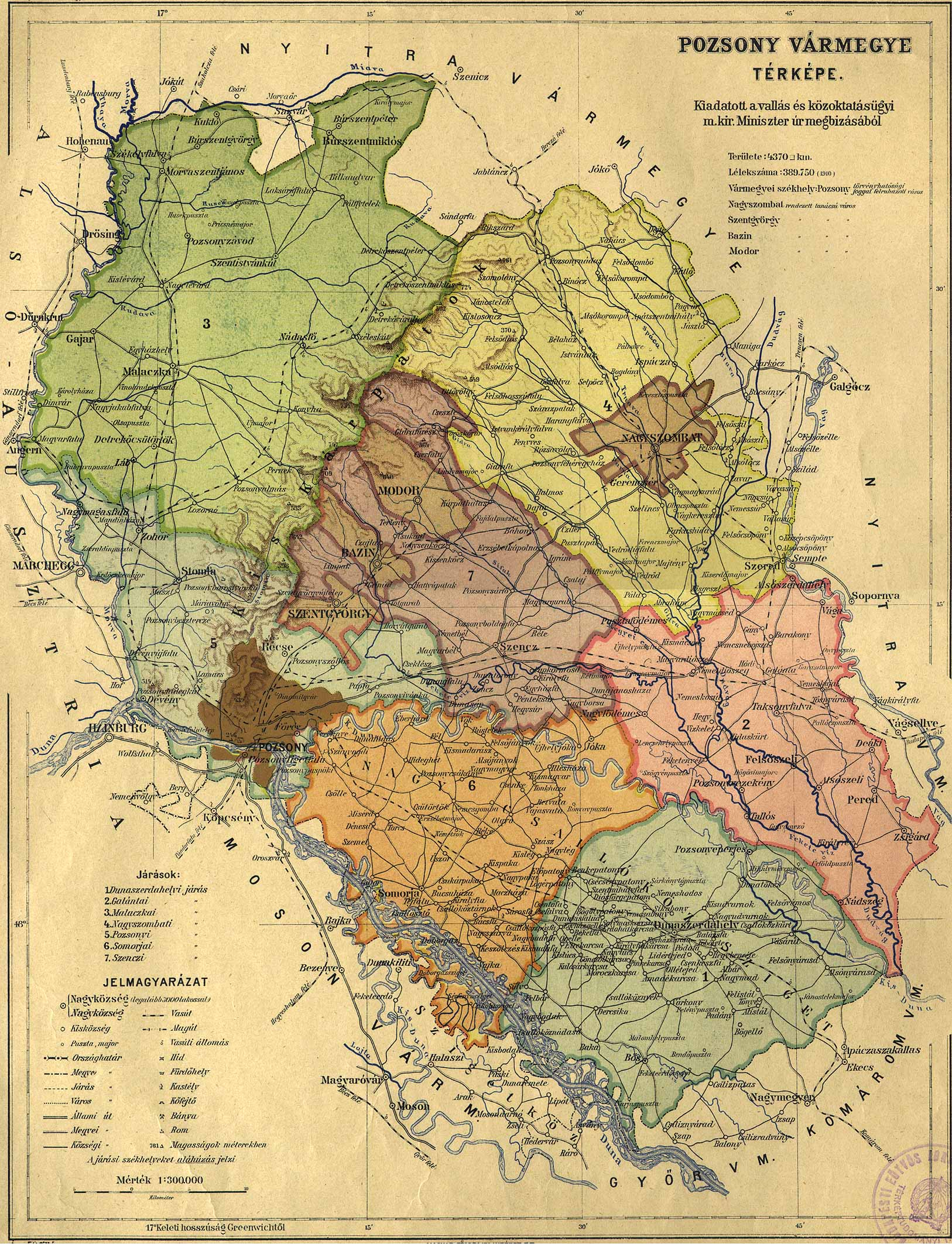
Pozsony vármegye közigazgatási térképe 1910-ből

## Lakosság
1910-ben a vármegye összlakossága 389.700 személy volt, ebből:
- 166 017 szlovák (42,60%)
- 163 367 magyar (41,92%)
- 53 822 német (13,81%)
- 1934 horvát (0,49%)

## Közigazgatás
A 20. század elején a vármegye hét járásra volt felosztva:
- Dunaszerdahelyi járás, korábban Alsó-Csallóközi járás, székhelye Dunaszerdahely
- Galántai járás, korábban Külső járás, székhelye Galánta
- Malackai járás, korábban Hegyentúli járás, székhelye Malacka
- Nagyszombati járás, székhelye Nagyszombat (rendezett tanácsú város)
- Pozsonyi járás, korábban Központi járás, székhelye Pozsony (törvényhatósági jogú város)
- Somorjai járás, korábban Felső-Csallóközi járás, székhelye Somorja
- Szenci járás, korábban Kis járás, székhelye Szenc

A vármegyében volt három rendezett tanácsú város is (Modor, Szentgyörgy, Bazin).